# Marcel Pietri
Pour les articles homonymes, voir Pietri.
Marcel Pietri (né le 21 mars 1958) est un judoka français. Il concourt en moins de 71 kg (légers) et en moins de 78 kg (mi-moyens).
Vice-champion d’Europe, champion d’Europe par équipes et vainqueur du Tournoi de Paris, il est le père du judoka Loïc Pietri.
Après avoir été Conseiller Technique Régional de la Côte d'Azur, il est entraineur et professeur au Judo Club Monaco depuis 1986; Il est également Directeur Technique National de la Fédération Monégasque de Judo et disciplines associées.
Il obtient le grade de 7ème dan en 2014.

## Palmarès

### Compétitions internationales
| Année | Compétition                        | Lieu     | Résultat | Catégorie      |
| ----- | ---------------------------------- | -------- | -------- | -------------- |
| 1980  | Championnat du Monde Universitaire | Wroclaw  | 3e       | Moins de 71 kg |
| 1986  | Championnats d'Europe              | Belgrade | 2e       | Moins de 78 kg |
| 1986  | Goodwill Games                     | Moscou   | 2e       | Moins de 78 kg |

Outre ses médailles individuelles, il obtient des médailles dans des compétitions par équipes.
| Année | Compétition           | Lieu     | Résultat | Catégorie      |
| ----- | --------------------- | -------- | -------- | -------------- |
| 1982  | Championnats d'Europe | Milan    | 1er      | Moins de 78 kg |
| 1986  | Championnats d'Europe | Novi Sad | 1er      | Moins de 78 kg |

### Tournois Grand Chelem et Grand Prix
| Année | Compétition      | Lieu  | Résultat | Catégorie      |
| ----- | ---------------- | ----- | -------- | -------------- |
| 1988  | Tournoi de Paris | Paris | 1er      | Moins de 78 kg |

### Compétitions nationales
- Vice Champion de France en 1982 et 1983
- 3ème au championnat de France en 1980, 1981, 1985, 1986, 1987 et 1988